# Juniper Networks
Juniper Networks, «Джунипер Нетуоркс» — американская компания, производитель сетевого оборудования, преимущественно для интернет-провайдеров, корпораций и государственного сектора. Основана Прадипом Синдху в 1996 году. Штаб-квартира — в Саннивейле (Калифорния, Кремниевая долина). Название компании Juniper с английского переводится как можжевельник.

## История
Компанию основал в феврале 1996 года Прадип Синдху, до этого работавший в научно-исследовательском центре PARC. Стартовый капитал в 200 тыс. долларов был представлен фондом венчурного финансирования Kleiner Perkins. Соучредителем стал Скотт Кринс, взявший на себя финансовую часть. Основной задачей себе компания поставила разработку принципиально нового маршрутизатора, который бы имел намного большую пропускную способность по сравнению с имевшимися на рынке продуктами. С самого начала компания применяла аутсорсинг, в частности, для разработки микросхем ASIC было заключено техническое партнёрство с IBM. В декабре 1997 года была представлена JUNOS, первая операционная система, разработанная специально для сетевого оборудования. В сентябре 1998 года на рынок был выпущен первый продукт — маршрутизатор M40, способный обрабатывать 40 млн пакетов в секунду. На тот момент Cisco занимала 90 % рынка магистральных маршрутизаторов.
В июне 1999 года Juniper Networks провела первичное публичное предложение на бирже NASDAQ, которое принесло 163 млн долларов. В том же году за 19 млн долларов была куплена компания Layer Five. В конце 1999 года появился пограничный маршрутизатор M20. Выручка за 1999 год достигла 102,6 млн долларов, компания начала приносить прибыль. В марте 2000 года был представлен маршрутизатор M160, в 4 раза быстрее, чем M40. Это увеличило долю Juniper до 22 %, в то время как доля Cisco сократилась до 75 %. В августе 2000 года компания с рыночной капитализацией более 50 млрд долларов вошла в индекс Nasdaq 100. В сентябре 2000 года линейка продуктов была расширена моделями M5 и M10. В декабре 2000 года за 260 млн долларов был куплен разработчик микросхем Micro Magic, Inc. В 2001 году компания запустила программу сертификации специалистов по работе с сетевым оборудованием.
В мае 2002 года была куплена компания Unisphere Networks; она базировалась в Массачусетсе и была дочерней структурой Siemens. В 2004 году за 4 млрд долларов была приобретена компания NetScreen Technologies, специализировавшаяся на сетевой безопасности. В 2005 году были поглощены ещё несколько компаний, включая Peribit Networks за 337 млн долларов и Funk Software за 122 млн долларов (сетевая безопасность).
В 2010 году была приобретена компания Altor Networks, специалист в сфере безопасности виртуальных сетей. В 2019 году была куплена компания Mist Systems, занимавшаяся беспроводными сетями.
В 2024 году было достигнуто соглашение о поглощении Juniper Networks компанией Hewlett Packard Enterprise, стоимость сделки составила 14 млрд долларов; в начале 2025 года Министерство юстиции США подало иск с целью заблокировать сделку.

## Деятельность
Компания разрабатывает и продаёт сетевое оборудование для интернет-провайдеров, операторов сотовой связи и других телекоммуникационных компаний, дата-центров, корпоративных и государственных клиентов. Juniper Networks специализируется на разработке скоростных решений по обработке потоковых данных для высшего уровня сетевых решений. Большинство продуктов компании использует сетевые процессоры собственной разработки и работает под управлением JUNOS — операционной системы, основанной на FreeBSD и содержащей полный набор POSIX-совместимых команд и инструментов. JUNOS также известна высокой степенью регресс-тестирования (три релиза в год).
Наиболее популярные линейки продуктов: MX/MX3D (MX960, MX480, MX240, MX80, МХ104), PTX, M-series (M120, M320), T-series (T640, T1600), шлюзы безопасности SRX, коммутаторы EX, технология VPN «JUNOS Pulse», WLAN WLC/WLA, WebAppSecure, DDosSecure, Junos Secure Analytics. Также доступно неофициальное описание более ранних продуктов и технологий компании.
Компания является бесфабричной, все этапы производства осуществляют ODM и OEM подрядчики на фабриках во Вьетнаме, Малайзии, Мексике и Тайване.
Выручка Juniper Networks за 2024 год составила 5,07 млрд долларов, из них на Америку пришлось 61 %, на Европу, Ближний Восток и Африку — 24 %, на Азиатско-Тихоокеанский регион — 14 %.
В списке крупнейших компаний США Fortune 1000 за 2024 год Juniper Networks заняла 594-е место. Аналитическое агентство Gartner присвоило статус лидера компании Juniper в квадранте, посвящённом центрам обработки данных.

## Программы сертификации
Программа сертификации Juniper Networks Technical Certification Program (JNTCP) была анонсирована и предназначена для повышения уровня профессиональных навыков работы с различными линейками оборудования Juniper Networks. Сертификация разделена на несколько уровней, исходя из различных требований к навыкам кандидатов. Изначально, большое влияние на JNTCP оказала конкурентная техническая программа сертификации Cisco Systems. Впоследствии JNTCP была изменена, чтобы отразить фокус компании на решениях для операторов связи и навыках IP/MPLS-решений. В отличие от Cisco Career Certifications, в программе сертификации Juniper Service Provider требуется пройти все 4 уровня для получения JNCIE.

### Направление Service Provider
| Service Provider | Level                | M/T Series | E Series |
| ---------------- | -------------------- | ---------- | -------- |
| X                | Expert (JNCIE)       | X          |          |
| X                | Professional (JNCIP) | X          | X        |
| X                | Specialist (JNCIS)   | X          | X        |
| X                | Associate (JNCIA)    | X          | X        |

### Направление Enterprise
| Level                | Enterprise Routing (ER) | JUNOS Security (SEC) | Enterprise Switching (EX) | Enterprise Routing and Switching (ENT) | VPN/Firewall |
| -------------------- | ----------------------- | -------------------- | ------------------------- | -------------------------------------- | ------------ |
| Expert (JNCIE)       | X                       | X                    |                           | X                                      |              |
| Professional (JNCIP) |                         | X                    |                           | X                                      |              |
| Specialist (JNCIS)   | X                       | X                    | X                         | X                                      | X            |
| Associate (JNCIA)    | X                       | X                    | X                         | X                                      | X:O          |

## Закладка в ScreenOS
В декабре 2015 года Juniper выпустила экстренный патч безопасности для бэкдора в своем оборудовании безопасности. Вместе с другой уязвимостью он позволял обходить аутентификацию и расшифровывать VPN-трафик на ScreenOS. Анализ показал, что механизм бэкдора был создан АНБ, но, возможно, позже он был захвачен неназванным национальным правительством.

## Руководство
- Скотт Кринс (Scott Kriens) — председатель совета директоров с сентября 1996 года;
- Рами Рахим (Rami Rahim) — генеральный директор (CEO) с ноября 2014 года, в компании с 1997 года;
- Прадип Синдху (Pradeep Sindhu, род. 4 сентября 1953 года в Варанаси, Индия) — вице-председатель и главный технический директор.